# Jeff Isaacson
Jeff Isaacson (ur. 14 lipca 1983 w Virginii) – amerykański praworęczny curler, drugi w zespole Johna Shustera, reprezentant kraju na Zimowych Igrzyskach Olimpijskich 2010 i 2014.

## Kariera
Isaacson w curling gra od 1996. W 2003 był członkiem zespołu Kristophera Perkovicha, który zdobył brązowy medal na MŚ Juniorów Grupy B 2003. W MŚ 2005 po fazie grupowej Stany Zjednoczone zajmowały 2. miejsce, jednak przegrały mecz półfinałowy ze Szwecją (Nils Carlsén) 8:5 i następnie 5:8 mały finał ze Szkocją (Logan Gray).
Isaacson zagrał na Zimowej Uniwersjadzie 2007, gdzie zdobył złoty medal – w finale USA pokonała Wielką Brytanię (John Hamilton) 9:4.
W mistrzostwach Minnesoty mężczyzn Isaacson startował 4-krotnie (2000, 2002, 2004 i 2005). W rozrywkach ogólnokrajowych 2002 zespół dotarł do finału, gdzie przegrał z drużyna Paula Pustovara. W 2008 w mistrzostwach Stanów Zjednoczonych zajął 6. miejsce.
Rok później mistrzostwa były połączone z eliminacjami do ZIO 2010, na koniec Round Robin zajmował 2. pozycję (po rozegraniu tie-breakera z Toddem Birrem o 2. Miejsce 9:1). W Page play-off zespół przegrał mecz z Tylerem George’em 6:5, następnie w półfinale ponownie pokonał Birra (10:4) i ostatecznie zdobył tytuł mistrza Stanów Zjednoczonych po wygranej nad George’em 10:9. Na Mistrzostwach Świata 2009 Isaacson wraz z reprezentacją zajął 5. miejsce po przegranym tie-breakerze z Norwegią (Thomas Ulsrud) 2:10.
Na Zimowych Igrzyskach Olimpijskich 2010 zespół Amerykanów został sklasyfikowany na 10. pozycji. Po zajęciu 2. miejsca w turnieju kwalifikacyjnym zawodnicy ze Stanów Zjednoczonych awansowali do Zimowych Igrzysk Olimpijskich 2014. Drużyna z Duluth w Soczi została sklasyfikowana na 9. miejscu.
Jeff w 2006 był trenerem juniorskiej drużyny Chrisa Plysa, która wygrała mistrzostwa kraju juniorów i w mistrzostwach świata zajęła 9. miejsce.

### Wielki Szlem
| Turniej                | 2009/2010 |
| ---------------------- | --------- |
| Canadian Open          | x         |
| World Cup of Curling   | x         |
| The National           | A         |
| Players’ Championships | A         |

| A  | = nie uczestniczył                         |
| x  | = nie zakwalifikował się do fazy finałowej |
| QF | = ćwierćfinał                              |
| SF | = półfinał                                 |
| F  | = finał                                    |
| W  | = zwycięstwo                               |

## Drużyna
|           | Czwarty              | Trzeci        | Drugi         | Otwierający      |
| --------- | -------------------- | ------------- | ------------- | ---------------- |
| od 2012   | John Shuster         | Jeff Isaacson | Jared Zezel   | John Landsteiner |
| 2009/2010 | John Shuster         | Jason Smith   | Jeff Isaacson | John Benton      |
| 2007/2008 | John Shuster         | Jeff Isaacson | Chris Plys    | Shane McKinlay   |
| 2005      | Kristopher Perkovich | Jason Smith   | Jeff Isaacson | Kevin Johnson    |
| 2003      | Kristopher Perkovich | Jason Smith   | Jeff Isaacson | Thomas Scott     |

## Życie prywatne
Jeff Isaacson skończył Bemidji State University uzyskując tytuł bachelor’s degree z chemii, pracuje jako nauczyciel. Mieszka w Gilbert.